# Keraymonia nipaulensis
Keraymonia nipaulensis är en flockblommig växtart som beskrevs av Cauwet och Farille. Keraymonia nipaulensis ingår i släktet Keraymonia och familjen flockblommiga växter. Inga underarter finns listade i Catalogue of Life.